# Villebois-les-Pins
Villebois-les-Pins település Franciaországban, Drôme megyében. Lakosainak száma 19 fő (2022. január 1.). Villebois-les-Pins Étoile-Saint-Cyrice, Montjay, Sorbiers, Chauvac-Laux-Montaux és Laborel községekkel határos.

## Népesség
A település népessége az elmúlt években az alábbi módon változott:
| Lakosok száma | 20   | 11   | 16   | 18   | 24   | 21   | 16   | 15   | 14   | 19   |
|               | 1968 | 1982 | 1990 | 2006 | 2013 | 2015 | 2017 | 2019 | 2020 | 2022 |